# Gobierno de Andrés Pastrana
El gobierno de Andrés Pastrana inició el 7 de agosto de 1998 y finalizó el 7 de agosto de 2002, su predecesor fue el gobierno de Ernesto Samper y su sucesor fue el gobierno de Álvaro Uribe.

## Llegada al poder

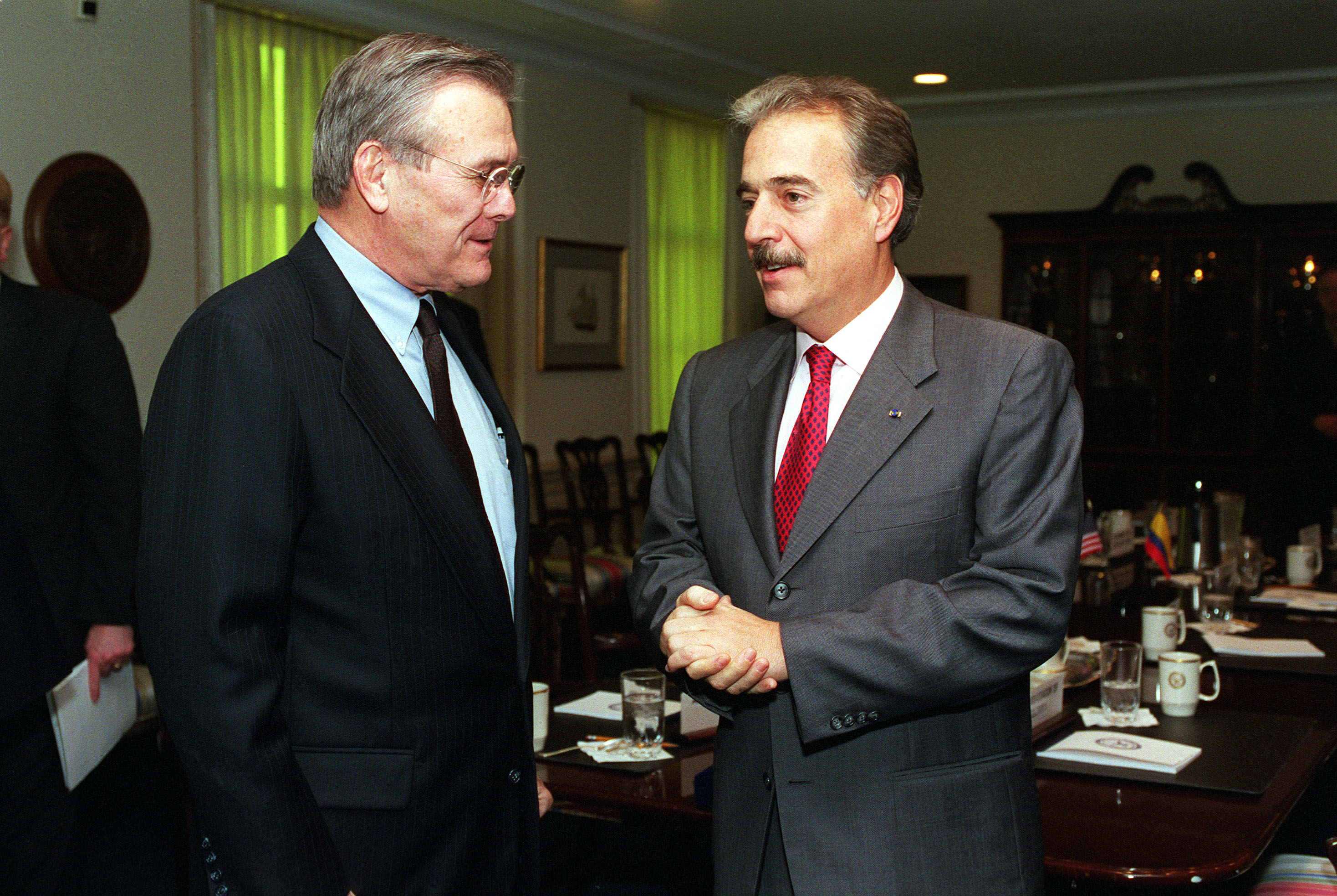
Andrés Pastrana en 2001, con el entonces secretario de defensa de Estados Unidos, Donald Rumsfeld.

Luego de cuatro años de una oposición al entonces presidente Samper, Pastrana se enfrentó por la candidatura conservadora al senador y exministro de Minas Juan Camilo Restrepo, a quien derrotó. En la segunda vuelta de las Elecciones Presidenciales, en junio de 1998 fue elegido presidente con el 51 % de los votos, tras derrotar al candidato liberal Horacio Serpa Uribe. 
Durante su campaña a la presidencia Pastrana adelantó conversaciones con la guerrilla de las FARC-EP y prometió un diálogo de paz si resultaba elegido, Pastrana se tomó una foto con el guerrillero Manuel Marulanda en la que este portaba un reloj símbolo de la campaña de Pastrana. Una vez elegido, Pastrana inició inmediatamente un proceso de diálogo con la guerrilla. Siendo candidato Pastrana había ofrecido a la guerrilla una zona de despeje, en los municipios de La Uribe, Mesetas, La Macarena y Vista Hermosa (Meta), y por San Vicente del Caguán (Caquetá), para llevar a cabo allí los diálogos.
Su Plan de Gobierno contemplaba un Proceso de Paz con los sectores del Conflicto Armado Colombiano, Reducción IVA del 16% al 12%, un nuevo Programa Económico por el Empleo, contemplando exenciones tributarias, fomento a las exportaciones, nuevos mercados, emprendimientos, y globalización, también la modernización y actualización del Sistema de Seguridad Social.  

## Gabinete ministerial
| Ministerio                                 | Imagen | Nombre                                 | Partido | Periodo                                 |
| ------------------------------------------ | ------ | -------------------------------------- | ------- | --------------------------------------- |
| Ministro del Interior                      |        | Néstor Humberto Martínez               |         | 1998-2000                               |
| Ministro del Interior                      |        | Humberto de La Calle                   |         | junio de 2000-2001                      |
| Ministro del Interior                      |        | Armando Estrada Villa                  |         | 23 de febrero de 2001-2002              |
| Ministro de Relaciones Exteriores          |        | Guillermo Fernández de Soto            |         | 1998-2002                               |
| Ministro de Defensa Nacional               |        | Rodrigo Lloreda Caicedo                |         | 1998-1999                               |
| Ministro de Defensa Nacional               |        | Luis Fernando Ramírez Acuña            |         | 1999-2001                               |
| Ministro de Defensa Nacional               |        | Gustavo Bell Lemus                     |         | 29 de mayo de 2001-2002                 |
| Ministro de Hacienda                       |        | Juan Camilo Restrepo                   |         | 1998-2000                               |
| Ministro de Hacienda                       |        | Juan Manuel Santos                     |         | 12 de julio de 2000-2002                |
| Ministro de Desarrollo Económico           |        | Fernando Araújo Perdomo                |         | 1998-1999                               |
| Ministro de Desarrollo Económico           |        | Jaime Alberto Cabal Sanclemente        |         | 13 de agosto de 1999-2000               |
| Ministro de Desarrollo Económico           |        | Augusto Ramírez Ocampo                 |         | 12 de julio de 2000-2001                |
| Ministro de Desarrollo Económico           |        | Eduardo Pizano de Narváez              |         | 2001-2002                               |
| Ministro de Trabajo y Seguridad Social     |        | Hernando Yepes Arcila                  |         | 1998-1999                               |
| Ministro de Trabajo y Seguridad Social     |        | Gina Magnolia Riaño Barón              |         | 13 de agosto de 1999-2000               |
| Ministro de Trabajo y Seguridad Social     |        | Angelino Garzón                        |         | 12 de julio de 2000-7 de agosto de 2002 |
| Ministro de Agricultura y Desarrollo Rural |        | Carlos Murgas Guerrero                 |         | 1998-1999                               |
| Ministro de Agricultura y Desarrollo Rural |        | Rodrigo Villalba Mosquera              |         | 13 de agosto de 1999-2002               |
| Ministro de Transporte                     |        | Mauricio Cárdenas Santamaría           |         | 1998-1999                               |
| Ministro de Transporte                     |        | Gustavo Canal Mora                     |         | 13 de agosto de 1999-2002               |
| Ministra de Comunicaciones                 |        | Claudia de Francisco Zambrano de Pardo |         | 1998-2000                               |
| Ministra de Comunicaciones                 |        | María del Rosario Síntes               |         | 12 de julio de 2000-2001                |
| Ministra de Comunicaciones                 |        | Ángela Montoya Holguín                 |         | 29 de mayo de 2001-2002                 |
| Ministro de Educación                      |        | Germán Bula Escobar                    |         | 1998-2000                               |
| Ministro de Educación                      |        | Francisco José Lloreda Mera            |         | 12 de julio de 2000-2002                |
| Ministra de Comercio Exterior              |        | Martha Lucía Ramírez                   |         | 1998-2002                               |
| Ministro de Medio Ambiente                 |        | Juan Mayr                              |         | 1998-2002                               |
| Ministro de Justicia                       |        | Parmenio Cuéllar Bastidas              |         | 1998-1999                               |
| Ministro de Justicia                       |        | Rómulo González Trujillo               |         | 13 de agosto de 1999-2002               |
| Ministro de Cultura                        |        | Alberto Casas Santamaría               |         | 1998-1999                               |
| Ministro de Cultura                        |        | Juan Luis Mejía Arango                 |         | 13 de agosto de 1999-2000               |
| Ministro de Cultura                        |        | Consuelo Araújo Noguera                |         | 12 de julio de 2000-2001                |
| Ministro de Cultura                        |        | Araceli Morales López                  |         | 23 de febrero de 2001-2002              |
| Ministro de Minas y Energía                |        | Luis Carlos Valenzuela                 |         | 1998-2000                               |
| Ministro de Minas y Energía                |        | Carlos Caballero Argáez                |         | 9 de enero de 2000-2001                 |
| Ministro de Minas y Energía                |        | Ramiro Valencia Cossio                 |         | 23 de febrero de 2001-2002              |
| Ministro de Minas y Energía                |        | Luisa Fernanda Lafaurie Rivera         |         | enero-agosto de 2002                    |
| Ministro de Salud                          |        | Virgilio Galvis                        |         | 1998-2000                               |
| Ministro de Salud                          |        | Sara Ordóñez                           |         | 12 de julio de 2000-2001                |
| Ministro de Salud                          |        | Gabriel Ernesto Riveros Dueñas         |         | 20 de noviembre de 2001-2002            |

## Economía durante el gobierno de Andrés Pastrana (1998-2002)
El gobierno de Andrés Pastrana Arango (1998-2002) enfrentó una de las crisis económicas más severas en la historia de Colombia, caracterizada por la recesión económica, el colapso del sistema financiero e hipotecario, la crisis del sector cafetero y la transformación de sectores clave como la seguridad social y las telecomunicaciones. Durante este período, el crecimiento económico fue negativo, el desempleo alcanzó niveles históricos y el sector bancario sufrió graves pérdidas, lo que obligó al gobierno a tomar medidas de emergencia para estabilizar la economía.
A finales de la década de 1990, Colombia experimentó un período de crisis económica debido a una combinación de factores internos y externos. La crisis económica asiática de 1997 y la devaluación de monedas en la región afectaron a los mercados emergentes, incluyendo a Colombia. Además, el gobierno de Ernesto Samper Pizano (1994-1998) dejó un alto déficit fiscal, lo que limitó la capacidad del Estado para reaccionar ante la crisis. A esto se sumó el recrudecimiento del conflicto armado y la falta de confianza en la inversión extranjera, lo que afectó el crecimiento económico. En respuesta a la inflación, el Banco de la República (Colombia) mantuvo tasas de interés elevadas, encareciendo el crédito y afectando el consumo y la inversión. Como resultado, en 1999 la economía colombiana registró un crecimiento negativo del -4.2%, la peor recesión en la historia reciente del país.
Durante la primera mitad de los años 90, el sistema financiero colombiano tuvo un crecimiento acelerado. Entre 1992 y 1994, los activos del sector bancario aumentaron del 38% al 42%, y el número de intermediarios financieros pasó de 98 en 1990 a 140 en 1995. Sin embargo, este crecimiento se basó en una expansión descontrolada del crédito, lo que debilitó la estabilidad del sector. En 1998, comenzaron a surgir problemas de liquidez. La cartera vencida pasó de 800.000 millones de pesos en diciembre de 1997 a 1.4 billones en octubre de 1998. La reducción de provisiones y el aumento de los bienes recibidos en dación de pago agravaron la crisis. Al finalizar octubre de 1998, la banca registró pérdidas por 500.000 millones de pesos, y entre 1999 y 2000 las pérdidas superaron el billón de pesos.
La banca pública también entró en crisis. A diciembre de 1998, había doce entidades financieras públicas que representaban el 22% de los activos del sistema, lo que llevó al cierre del Banco Central Hipotecario (BCH), el Banco del Estado y la Caja Agraria, reemplazada por el Banco Agrario de Colombia. El sector cooperativo también se vio afectado, lo que llevó a Dansocial a intervenir 31 sociedades y a la Superintendencia de Economía Solidaria a intervenir ocho más. El costo de la crisis se acercó a nueve billones de pesos, incluyendo 5.6 billones en capitalizaciones de bancos, 2.7 billones por la liquidación de la Caja Agraria y 1.4 billones en el rescate de entidades como Granahorrar y el Banco Uconal.
El colapso del sistema financiero se extendió al sector hipotecario, que funcionaba bajo el sistema Unidad de Poder Adquisitivo Constante (UPAC). Debido a la crisis, las tasas de interés se dispararon, aumentando drásticamente el valor de las cuotas de los créditos de vivienda y generando una ola masiva de embargos y devolución de inmuebles. En septiembre de 1999, la Corte Constitucional de Colombia declaró inconstitucional el sistema UPAC y en diciembre de 2000 fue reemplazado por la Unidad de Valor Real (UVR), con tasas de interés indexadas a la inflación.
Ante la magnitud de la crisis financiera, el gobierno de Pastrana decretó la emergencia económica el 16 de noviembre de 1998 en virtud del artículo 215 de la Constitución de Colombia, con el objetivo de salvar el sistema financiero. Como parte de las medidas tomadas, se creó el Impuesto a las Transacciones Financieras, conocido como el "2x1000", inicialmente como un tributo temporal, pero que posteriormente se convirtió en permanente. Otras medidas incluyeron la reducción de las tasas de interés para los deudores hipotecarios, el fortalecimiento del Fondo de Garantías de Instituciones Financieras (Fogafín), la creación del Fondo de Garantías de Entidades Cooperativas (Fogacoop) y mecanismos para facilitar la venta de bienes embargados.
La crisis también golpeó fuertemente al sector cafetero, cuya rentabilidad se desplomó debido a la caída de los precios internacionales del café. Entre 1988 y 1998, el patrimonio del gremio cafetero se redujo de 1.595 millones de dólares a 569 millones. En 1998, la Federación Nacional de Cafeteros de Colombia tuvo que entregar Bancafé a Fogafín, al no poder cumplir con una orden de capitalización exigida por la Superintendencia Bancaria de Colombia. La crisis también afectó empresas cafeteras como la Flota Mercante Grancolombiana y la Corporación Financiera de Occidente.
La crisis económica tuvo un impacto significativo en el Instituto de Seguros Sociales (ISS), que enfrentó problemas financieros debido a las reformas de la Ley 100 de 1993, las cuales permitieron la entrada de entidades privadas en el sector salud y pensional. En respuesta, el gobierno de Pastrana tomó la decisión de escindir el ISS, convirtiéndolo en una Entidad Promotora de Salud (EPS) y transformando sus clínicas y hospitales en Empresas Sociales del Estado (ESE).
El sector de las telecomunicaciones también sufrió un fuerte impacto. La llegada de empresas privadas y la crisis financiera debilitaron el monopolio que ejercía Telecom Colombia, que se vio afectada por la dura competencia y la pérdida de participación en el mercado. Esto llevó a un proceso de reestructuración y posterior privatización parcial de la empresa.
El período de crisis económica en el gobierno de Andrés Pastrana dejó profundas consecuencias en la economía colombiana, obligando a reformas estructurales en varios sectores. A pesar de las medidas tomadas, el país tardó varios años en recuperarse completamente de la recesión, y muchas de las decisiones adoptadas en este período marcaron el rumbo de la economía colombiana en las siguientes décadas.
De acuerdo al estudio de Mauricio Cárdenas en el documento "La visión del desarrollo de la administración de Andrés Pastrana Arango" en el libro Economía con responsabilidad, se destaca lo siguiente:
“La economía se encontraba en una encrucijada. Externamente, se presentaba la sobrevaluación cambiaria, la disminución de los ingresos por exportaciones debido a la baja de los precios de los productos básicos y la débil situación de la economía de los países vecinos. Internamente, la situación no era alentadora: se proyectaba que el sector público consolidado tendría un déficit cercano al 4% del PIB en 1998, a razón del aumento del gasto público a lo largo de los años noventa. Además, se pronosticaba que, de no adoptarse las medidas necesarias, el déficit alcanzaría un nivel superior al 7.5% del PIB en 2002.”
A raíz de estos acontecimientos económicos, se presentó una fuerte pérdida de reservas internacionales (1.390 millones de dólares durante 1998). El Banco de la República se vio en la obligación de elevar las tasas de interés para evitar una crisis cambiaria de mayores proporciones. El gobierno, por lo tanto, se financió internamente, lo cual presionó aún más las tasas de interés. La tasa activa (colocación) superó el 50% en junio de 1998, equivalente a una tasa real cercana al 34%.
Al incrementarse las tasas de interés, se elevaron los costos del UPAC, lo cual aumentó la morosidad, evidenciando los riesgos y la debilidad del sistema hipotecario, creándose la llamada Crisis financiera.

### Otros datos económicos
- La caída del sector de la construcción (-9%).
- La tasa de desempleo nacional se elevó de 9.9% en 1997 a 12.3% en 1998.
- El crecimiento económico fue solo de 0.56% durante 1998, frente a 3.43% en 1997.
- Inflación del 17.7% en 1997.

El gobierno de Andrés Pastrana Arango se enfocó en tres objetivos básicos: política integral de paz, estabilización macroeconómica y desarrollo del sector exportador.

### Panorama económico del año 1998
A continuación, se relaciona el informe económico del año 1998 presentado por el Banco de la República:
“La economía colombiana mostró una desaceleración sustancial durante 1998, creciendo a 0,6%. Este crecimiento es similar al registrado en 1982 (0,9%). Esta situación se vio reflejada en el incremento en la tasa de desempleo, la cual alcanzó en diciembre 15,6%, superior en más de tres puntos a la registrada un año antes. La tasa de cambio representativa de mercado cerró el año a $1.542,11, con lo cual se alcanzó una devaluación de 18,9%. El déficit de la cuenta corriente alcanzó el 6,6% del PIB, con una disminución de reservas internacionales netas de US$1.452 millones. La inflación colombiana se ubicó en 16,7%, inferior al 17,7% registrado el año anterior y ligeramente por encima de la meta de 16% trazada por la Junta Directiva.”

#### Crecimiento real del PIB por sectores (%)
| Sector                                                                  | 1990   | 1991  | 1992  | 1993  | 1994  | 1995  | 1996  | 1997  | 1998   |
| ----------------------------------------------------------------------- | ------ | ----- | ----- | ----- | ----- | ----- | ----- | ----- | ------ |
| Agropecuario, silvicultura, caza y pesca                                | 7.46   | 2.85  | 0.75  | 0.67  | -0.28 | 2.56  | 0.87  | -0.10 | 0.83   |
| Explotación de minas y canteras                                         | 5.92   | -0.64 | -3.88 | -1.66 | 1.62  | 21.68 | 7.69  | 2.78  | 10.01  |
| Industria manufacturera                                                 | 1.95   | 2.06  | 1.90  | 4.78  | 3.20  | 3.81  | -3.84 | 2.52  | -0.49  |
| Construcción                                                            | -13.07 | 0.25  | 7.26  | 18.20 | 19.23 | 4.21  | -0.48 | -3.08 | -14.37 |
| Comercio, reparación, restaurantes y hoteles                            | 2.82   | 0.43  | 2.55  | 9.14  | 6.08  | 8.23  | -0.33 | 3.96  | 0.89   |
| Transporte, almacenamiento y comunicación                               | 3.74   | 3.44  | 5.33  | 4.35  | 5.80  | 4.74  | 4.51  | 5.59  | 3.73   |
| Establecimientos financieros, seguros, inmuebles y servicios a empresas | 6.20   | 4.94  | 3.54  | 5.29  | 13.02 | 8.32  | 4.73  | 2.48  | -2.64  |
| Producto Interno Bruto                                                  | 4.28   | 2.00  | 4.05  | 5.39  | 5.81  | 5.83  | 2.05  | 2.76  | 0.60   |

#### Panorama de la economía (1990-1998)
| Año  | PIB (%) | IPC (%) | IPP (%) | Tasa de desempleo (%) | Cuenta corriente (% PIB) | Reservas internacionales (meses de importaciones) |
| ---- | ------- | ------- | ------- | --------------------- | ------------------------ | ------------------------------------------------- |
| 1990 | 4.3     | 32.4    | 29.9    | 10.6                  | 1.3                      | 5.9                                               |
| 1991 | 2.0     | 26.8    | 23.1    | 9.4                   | 5.5                      | 8.9                                               |
| 1992 | 4.0     | 25.1    | 17.8    | 9.8                   | 1.8                      | 8.8                                               |
| 1993 | 5.4     | 22.6    | 13.2    | 7.8                   | -4.0                     | 6.9                                               |
| 1994 | 5.8     | 22.6    | 20.7    | 8.0                   | -5.1                     | 7.0                                               |
| 1995 | 5.8     | 19.5    | 15.4    | 9.5                   | -5.7                     | 6.3                                               |
| 1996 | 2.1     | 21.6    | 14.5    | 11.3                  | -5.5                     | 7.2                                               |
| 1997 | 2.8     | 17.7    | 17.5    | 12.0                  | -6.2                     | 6.5                                               |
| 1998 | 0.6     | 16.7    | 13.5    | 15.6                  | -6.6                     | 6.0                                               |

## Seguridad y conflicto armado interno

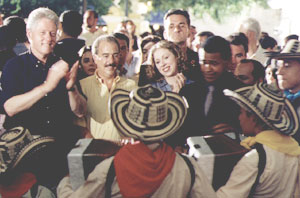
Andrés Pastrana recibiendo visita del Presidente Bill Clinton. Cartagena de Indias (2000).

En este momento del conflicto armado, que puede llamarse la guerra por la coca entre guerrillas y paramilitares, el presidente Andrés Pastrana Arango intentó una negociación de paz con las FARC-EP y como garantía para los negociadores de las guerrillas despejó de fuerza pública cuatro municipios del Meta y uno del Caquetá, en la región del río Caguán, desde el 7 de noviembre de 1998. Los diálogos de paz, con participación de organizaciones de la sociedad civil en mesas de discusión temática, fracasaron por exceso de temas de negociación y falta de estrategia negociadora del gobierno, pues se acordó una amplia agenda de temas de 110 puntos, que comprendían todas las instituciones y problemas políticos, sociales y económicos del país.
El área desmilitarizada de 42 000 km² (kilómetros cuadrados) se le conoció como zona de distensión la cual originalmente debería durar seis meses. Después de una controvertida extensión de su vigencia y de varios acontecimientos como secuestros, asesinatos y reportes de actividades ilícitas en la zona de despeje, el 20 de febrero de 2002, después de casi cuatro años de existencia de la zona de despeje y a pocos meses de terminar su mandato, Pastrana informó al país que el proceso había fracasado y que la zona de distensión quedaba efectivamente cancelada, argumentando que Manuel Marulanda lo había asaltado en su buena fe. El mandatario dio a los guerrilleros hasta las doce de la noche para que abandonar el área.

### Plan Colombia

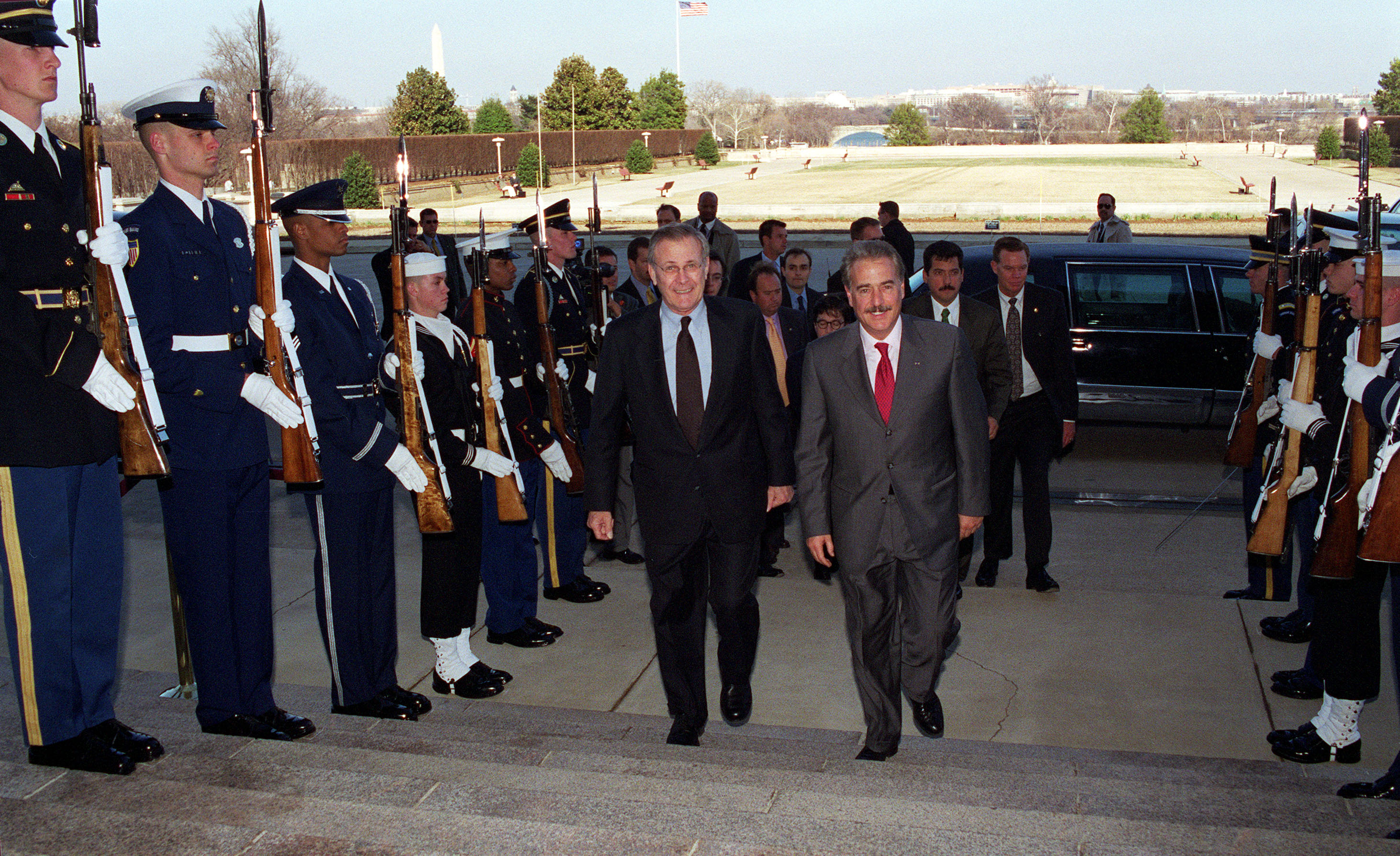
Pastrana y Donald H. Rumsfeld

Paralelamente a la negociación con las Fuerzas Armadas Revolucionarias de Colombia (FARC-EP), el presidente Pastrana selló una renovada alianza militar con el gobierno Clinton de los Estados Unidos en 1999, conocido como el «Plan Colombia», que comprometió recursos de los dos gobiernos para fortalecer las Fuerzas Militares y la justicia en su lucha contra las guerrillas y el narcotráfico. Esta alianza militar implicó también la subordinación de la estrategia de seguridad interna a los intereses de política externa de Washington y especialmente, al cabildeo de los grandes contratistas privados de servicios de seguridad de Estados Unidos, como Dynamics Corporation, beneficiaria de los contratos de fumigación aérea de cultivos ilícitos, auspiciada por el representante Benjamin Gilman, quien fue presidente del Comité de Relaciones Exteriores de la Cámara por muchos años. 
En virtud del Plan Colombia, por ejemplo, se vinculó al ejército en la lucha contra las drogas, al considerarla una amenaza a la seguridad nacional. Como había ocurrido con el anterior proceso de negociaciones de Belisario Betancur en 1983, la oposición militar a la negociación de Andrés Pastrana se hizo explícita en diversas oportunidades, hasta llegar a la renuncia del Ministro de Defensa Rodrigo Lloreda Caicedo, cuando planteó su desacuerdo con el Comisionado de Paz Víctor G. Ricardo frente a la falta de reglas y condiciones para la guerrilla en la zona de despeje del Caguán. Igualmente, esta oposición de las fuerzas militares se expresó en la condescendencia con los grupos paramilitares de las Autodefensas Unidas de Colombia (AUC), en plena expansión (masacres y expansión territorial), que bajo el mando de Carlos Castaño asumieron el liderazgo de la oposición de las sociedades regionales a las negociaciones con las FARC-EP y el ELN.
Creación del Escuadrón Móvil Antidisturbios (ESMAD).

## Oposición durante el gobierno de Andrés Pastrana
El gobierno de Andrés Pastrana Arango enfrentó una fuerte oposición en distintos frentes, principalmente debido al manejo del Proceso de paz con las FARC-EP, la crisis económica y la percepción de ineficacia en la gestión gubernamental. La oposición provino de diversos sectores políticos, económicos y sociales, incluyendo partidos tradicionales, líderes emergentes, gremios, sindicatos y la sociedad civil.

### Oposición política

#### Partidos tradicionales
El Partido Liberal Colombiano, que hasta ese momento había sido el partido de gobierno, se convirtió en el principal opositor de la administración Pastrana. Liderado por figuras como Horacio Serpa Uribe, el liberalismo criticó con dureza el proceso de paz y las políticas económicas del gobierno.
El Polo Democrático, una coalición de sectores de izquierda, también manifestó su rechazo a la administración Pastrana, acusándola de falta de compromiso con las necesidades sociales del país y de favorecer políticas económicas que, según sus líderes, profundizaron la crisis y aumentaron la pobreza.

#### Surgimiento de Álvaro Uribe Vélez
En este período comenzó a destacar la figura de Álvaro Uribe Vélez, quien se posicionó como uno de los más férreos opositores al gobierno de Pastrana. Uribe, entonces gobernador de Antioquia, criticó la desmilitarización de El Caguán y abogó por una estrategia de seguridad más fuerte contra la guerrilla. Estas posturas le dieron gran respaldo entre sectores conservadores y de derecha, preparando el terreno para su victoria en las elecciones presidenciales de 2002.

### Oposición al proceso de paz con las FARC-EP
El proceso de paz con las FARC-EP fue uno de los puntos más polémicos del gobierno de Pastrana. La decisión de conceder una zona de distensión de 42.000 km² en San Vicente del Caguán para facilitar los diálogos con la guerrilla generó rechazo en amplios sectores de la sociedad.
La oposición argumentaba que:
- Las FARC-EP utilizaron la zona de distensión para fortalecer su aparato militar y logístico.
- No hubo avances significativos en las negociaciones.
- Se presentaron numerosos actos de secuestro, ataques y tomas guerrilleras mientras se desarrollaban los diálogos.
- La falta de condiciones claras en las negociaciones debilitó la autoridad del Estado.

Sectores del empresariado, las Fuerzas Militares y líderes políticos como Álvaro Uribe Vélez y Noemí Sanín se opusieron abiertamente al proceso, considerando que solo beneficiaba a las FARC y debilitaba la seguridad nacional.
El fracaso del proceso en febrero de 2002, cuando el gobierno decidió terminar los diálogos tras la evidente falta de compromiso de la guerrilla, fue visto como una reivindicación de los sectores opositores que siempre habían cuestionado la estrategia de negociación.

### Oposición por la crisis económica
La recesión económica que afectó al país entre 1998 y 1999 generó un ambiente de malestar y rechazo hacia el gobierno. Los principales factores de la crisis fueron:
- La caída del PIB en un -4,2% en 1999, la peor en la historia reciente del país.
- El aumento del desempleo, que pasó del 9,9% en 1997 al 20% en 2000.
- La crisis del sistema financiero, que llevó a la quiebra a muchas entidades bancarias y a la intervención del gobierno con medidas de emergencia como la creación del FOGAFIN para proteger a los ahorradores.
- El colapso del sistema UPAC, que afectó a miles de familias con créditos hipotecarios impagables debido a las altas tasas de interés.

Estos problemas llevaron a protestas de diversos sectores, incluyendo trabajadores, empresarios y familias afectadas por la crisis del UPAC. El Congreso de la República de Colombia y los medios de comunicación criticaron duramente la gestión económica del gobierno, lo que contribuyó a su baja popularidad.

### Conflictos con el Congreso
La relación de Pastrana con el Congreso de la República de Colombia estuvo marcada por la confrontación y la dificultad para aprobar reformas clave. Aunque contaba con el apoyo del Partido Conservador Colombiano, el gobierno enfrentó resistencia de los partidos de oposición y de congresistas independientes.
Entre los principales conflictos estuvieron:
- La dificultad para aprobar la Reforma Tributaria de 2000, que buscaba aumentar los ingresos del Estado en medio de la crisis económica.
- La falta de consenso en la aprobación de leyes para la reestructuración del sistema financiero.
- La oposición a medidas de ajuste fiscal que implicaban recortes en el gasto público y afectaban a sectores vulnerables.

### Movilización social y protestas
Durante el mandato de Pastrana se registraron numerosas manifestaciones y paros nacionales en contra de sus políticas. Entre las principales protestas se destacaron:
- Protestas de trabajadores y sindicatos: Rechazaron las políticas de austeridad del gobierno, la reducción del gasto público y la privatización de algunas empresas estatales.
- Marchas estudiantiles: En 1999 y 2000, miles de estudiantes se movilizaron contra las reformas en la educación superior y los recortes en el presupuesto de universidades públicas.
- Movilización de los deudores del UPAC: Familias afectadas por el sistema de financiación de vivienda protestaron contra los bancos y el gobierno, exigiendo una solución a sus deudas impagables.

### Impacto de la oposición en el gobierno de Pastrana
La fuerte oposición que enfrentó Pastrana debilitó su capacidad de gobernar y redujo su popularidad. A pesar de los intentos de estabilizar la economía y lograr la paz, su administración terminó con una alta desaprobación. La oposición fue un factor clave en la victoria de Álvaro Uribe Vélez en 2002, quien capitalizó el descontento con el proceso de paz y la crisis económica para proponer una política de seguridad más agresiva contra las guerrillas.

## Relaciones exteriores

### Viajes al exterior de Andrés Pastrana
Andrés Pastrana realizó 57 viajes como presidente de Colombia.

### Fallo de La Haya sobre San Andrés, Providencia y Santa Catalina
A raíz del fallo emitido por la Corte Internacional de Justicia de La Haya, el 19 de diciembre de 2012, que delimitó la frontera en el mar Caribe entre Nicaragua y Colombia, y donde este último perdió una considerable área marítima, se desató una fuerte polémica nacional frente a la responsabilidad política y jurídica que le correspondería a los gobiernos intervinientes, en la que el Gobierno del presidente Juan Manuel Santos señaló que su gobierno no tenía responsabilidad y que la misma recaería sobre la reacción del gobierno de Andrés Pastrana Arango ante la demanda instaurada por Nicaragua en el año 2001, pues consideran que dicho gobierno debió retirarse del Pacto de Bogotá como medida cautelar y sin embargo, pese a presuntas recomendaciones recibidas inclusive del que fuera su canciller, habría optado por seguir el proceso adelante, que a la postre terminó desembocando en el fallo adverso.
Sin embargo el exmandatario, se defendió de tales acusaciones señalando que era una forma de eludir la responsabilidad que le correspondía al gobierno Santos en torno al fallo, a lo cual el Gobierno del presidente de la República de Colombia Juan Manuel Santos, indicó en un principio que se harían públicas las actas reservadas de la Comisión Asesora de Relaciones Exteriores que demostrarían que su gobierno no sería el responsable, con lo cual la fuerte discusión escaló de nivel, ya que el expresidente Andrés Pastrana se retiró de la Comisión Asesora de Relaciones Exteriores en protesta y criticó fuertemente tal anuncio, ante lo cual el gobierno Santos desistió de hacer públicas las actas, sin embargo el enfrentamiento continuó, y el expresidente Pastrana contrapunteó con agravios en contra de algunas políticas del gobierno Santos, como el proceso de negociaciones con las FARC-EP y en contra del Ministro del Interior Fernando Carrillo al que calificó de “camarero de Pablo Escobar”, a lo que el funcionario respondió que la descalificación era una forma de evadir la discusión de la responsabilidad por el fallo de La Haya que le correspondería; A la fecha el debate permanece activo, sin definir o esclarecer si cabe algún tipo de responsabilidad por la forma en que se atendió dicho proceso judicial por parte de algún (os) gobierno(s).